# ایو آفونسو
ایو آفونسو (انگلیسی: Yves Afonso؛ ۱۳ فوریه ۱۹۴۴ - ۲۱ ژانویه ۲۰۱۸) یک هنرپیشه اهل فرانسه بود.
از فیلم‌ها یا برنامه‌های تلویزیونی که وی در آن نقش داشته‌است می‌توان به مذکر، مؤنث، اورانوس، شاه‌دانه، بال یا ران، تایم تو لیو، ساخت آمریکا، تعطیلات آخر هفته، جزیره گنج اشاره کرد.